# 띠후에꾸에
띠후에꾸에(민난어 백화자: ti-hoeh-koé, 한자: 豬血粿, 한자음: 저혈과) 또는 주쉐가오(중국어 간체자: 猪血糕, 정체자: 豬血糕, 병음: zhūxuègāo, 한자음: 저혈고)는 중국 푸젠 및 대만의 돼지 선지 요리이다. 야시장 등에서 볼 수 있는 길거리 음식이다. 돼지 선지와 찹쌀을 넣어 만들며, 선지찹쌀떡이라는 이름으로도 알려져 있다. 초기에는 오리 피를 사용했으나 오리고기가 음을 보하고 결핍을 보충하기 때문에 농부들은 오리피를 버리기 아까워 해 닭 피를 섞어 쪄서 소스에 담가 먹었다. 하지만 오리 피는 비싸고 닭 피는 응고가 쉽지 않아 점차 돼지 피로 대체되었다. 타이완 남부에서는 톈라장, 장유가오, 생강채 등을 곁들여 먹고, 북부에서는 땅콩가루와 고수 잎을 곁들인다.

## 조리법
띠후에꾸에는 일반적으로 찹쌀, 소금 및 기타 재료를 신선한 돼지 피에 첨가해 찐 다음 단단한 덩어리로 만들어 일반 찹쌀떡보다 더 단단하다. 오리 피로 만든 띠후에꾸에도 있는데 일반적으로 단단하고 요리에 더 적합하다. 띠후에꾸에는 찜, 튀김, 볶음 등 다양한 조리법이 있는데 작은 조각으로 잘라 샤브샤브 재료로 사용하거나 막대 모양으로 잘라 오뎅 요리 재료로 만들 수 있다.

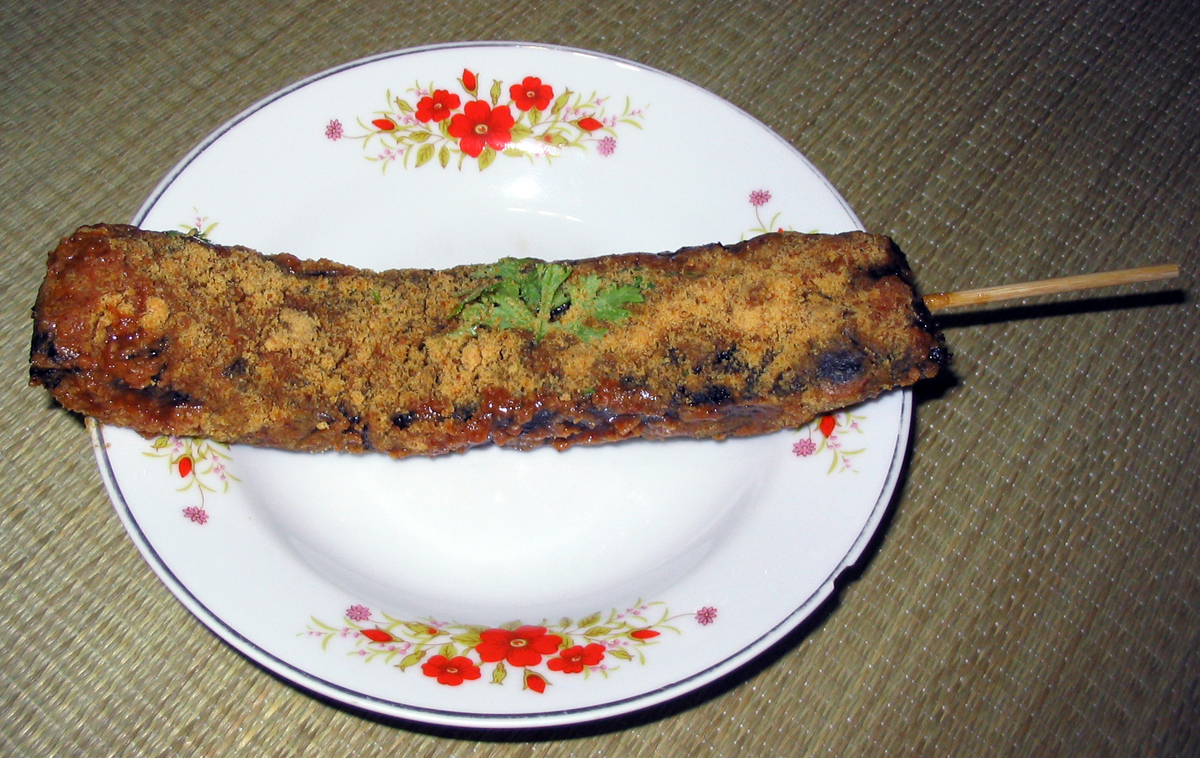
대만 북부의 띠후에꾸에

## 영양
띠후에꾸에는 혈액이 함유되어 있어 철분과 단백질이 풍부하므로 간장과 함께 먹을 때는 소스의 나트륨 함량에 주의해야 한다.

## 같이 보기
- 블랙푸딩
- 순대